# Совпольское сельское поселение
Со́впольское сельское поселение или муниципальное образование «Со́впольское» — упразднённое муниципальное образование со статусом сельского поселения в Мезенском муниципальном районе Архангельской области.
Соответствует административно-территориальной единице в Мезенском районе — Совпольскому сельсовету. 
Административный центр — деревня Чижгора.

## География
Совпольское сельское поселение находится в южной части Мезенского муниципального района. Крупнейшие реки поселения: Кулой, Немнюга, Лака, Ёжуга, Шала, Сова, Парсова, Корба.

## История
Муниципальное образование было образовано в 2006 году.
В 1623 году крестьяне Малонемнюжской волости  Кеврольского уезда получили на оброк для рыбного и сального промыслов морской промысловый участок на берегу Белого моря от реки Койда до мыса Воронов. Декретом ВЦИК в июне 1924 года в состав Мезенского уезда были переданы Карьепольская и Совпольская волости Пинежского уезда. В 1929 году Карьепольский и Совпольский сельские Советы вошли в состав Пинежского района с центром в Пинеге. В 1945 году Карьепольский и Совпольский сельсоветы были переданы в состав Мезенского района.

## Население
| 2010 | 2011 | 2012 | 2013 | 2014 | 2015 |
| ---- | ---- | ---- | ---- | ---- | ---- |
| 279  | ↘278 | ↘266 | ↘248 | ↘244 | ↘241 |
| 2016 | 2017 | 2018 | 2019 | 2020 | 2021 |
| ↘238 | ↘228 | ↗231 | ↘226 | ↘212 | ↘192 |

## Состав сельского поселения
В состав сельского поселения входят населённые пункты:
- Карьеполье
- Совполье
- Соколово
- Чижгора